# Johann Wilhelm Friedrich Nisle
Johann Wilhelm Friedrich Nisle (* 7. Februar 1768 in Ludwigsburg; † 5. März 1839 in Stuttgart) war ein deutscher Hornist und Violoncellist.

## Leben
Johann Wilhelm Friedrich Nisle stammte aus einer Musikerfamilie. Er wurde als ältester Sohn des Hornisten Johannes Nisle (1735–1788) und dessen Ehefrau Juliane Margarethe (Juliana Margaretha) geb. Kauffmann (1741–1822) in Ludwigsburg geboren. Sein jüngerer Bruder Christian David (1772–?) wurde gleichfalls ein angesehener Hornist, der Bruder Johann Martin Friedrich (1780–1873) ein reisender Hornvirtuose und Komponist. Seine Vornamen erhielt der Knabe nach seinem Paten, dem Flötenvirtuosen Johann Wilhelm Friedrich Steinhardt (?–1838), mit dem zusammen der Vater zahlreiche Konzerte gab.
Wie seine Brüder kam Johann Wilhelm Friedrich früh zur Musik, wie diese wurde er vom Vater auf dem Waldhorn unterrichtet. Bereits 1776 nahm ihn der Vater mit auf Konzertreise. Beide spielten am 25. August 1776 in Potsdam vor dem preußischen Kronprinzen Friedrich Wilhelm, der seinen „vollen Beifall“ zollte und den reisenden Musikern ein Empfehlungsschreiben ausstellte. Schon 1783 hatte der 15-Jährige eine solche Fertigkeit auf seinem Instrument erreicht, dass ihn der Hornvirtuose Giovanni Punto, eigentlich Johann Wenzel (Jan Václav) Stich (1746–1803), in seinen Konzerten auftreten ließ und sein Spiel als „meisterhaft“ beschrieb. Unterbrochen vom Militärdienst im sächsischen Freiberg von 1787 bis 1789 konzertierte er mal allein, mal zusammen mit den Brüdern bis etwa 1794.
Wegen Krankheit wurde er vom Militärdienst entlassen. Das Spielen des Blechblasinstruments war ihm nicht mehr möglich und er wandte sich dem Violoncello zu. Bei Fürst Christian Heinrich zu Sayn-Wittgenstein-Berleburg (1753–1800), der die Brüder Nisle bewunderte und unterstützte und selbst ein hervorragender Violoncellist war, bildete sich Johann Wilhelm Friedrich weiter. Ab 1799 oder 1800 war er als Violoncellist der Meininger Hofkapelle angestellt. 1805 verheiratete er sich mit der aus Göttingen stammenden Sophie Christiane geb. Hildebrandt und beide zogen nach Stuttgart, wo er als Orchestermusiker in die Württembergische Hofkapelle eintrat. Sein Musikergehalt musste er durch Lehrtätigkeiten aufbessern. Im Alter schwerhörig geworden, wurde er 1835 pensioniert. 1839 starb er in Stuttgart.
Seine Nachfolge als Erster Violoncellist der Württembergischen Hofkapelle trat sein jüngster Sohn Wilhelm Louis Nisle an, der bis 1874 in diesem Klangkörper musizierte. Von den fünf Kindern der Familie, von denen die beiden ältesten Knaben im Kindesalter starben und die einzige Tochter zeitlebens krank war, wurde der ältere Sohn Julius Gottlieb ein bekannter Illustrator.